# Oberegger Stausee
Der Oberegger Stausee, auch Oberegger Weiher genannt, ist ein Stausee an der Günz zwischen Oberegg, einer Gemarkung von Wiesenbach (Schwaben), und Deisenhausen. Das Rückhaltebecken im Nebenschluss wurde für das 1942 in Betrieb genommene Wasserkraftwerk Oberegg gebaut. Der See staut das Wasser nachts auf und gibt es tagsüber, wenn mehr Elektrizität benötigt wird, wieder ab.

## Nutzung des Sees als Badesee
Bis ungefähr 1970 war der Oberegger Stausee ein beliebter Badesee. Danach verlagerte sich die Nutzung auf die Baggerweiher im Günztal. Grund war die verschlechterte Wasserqualität, durch die Zunahme der Wasservögel. Dies führte später zur Ausweisung des Naturschutzgebietes und zum offiziellen Badeverbot. Als Alternative wurde der Oberrieder Weiher bei Breitenthal zum Naherholungsgebiet ausgebaut.

## Naturschutzgebiet
Seit dem Jahr 1989 sind der Oberegger Stausee und das direkte Uferumfeld Naturschutzgebiet. Die „Vogelfreistätte Oberegger Stausee“ misst 42 Hektar und ist ein überregional bedeutender Rast- und Brutplatz für Wasservögel, die auch vielfach hier überwintern.